# 王蘂修
王蘂修（?—?），安徽省六安直隸州英山縣人，清朝政治人物、同進士出身。
光緒九年（1883年），参加癸未科殿試，登進士三甲166名。同年五月，著以內閣中書。